# Richard Armitage (politicus)
Richard Lee Armitage (Wellesley (Massachusetts), 26 april 1945 – Arlington (Virginia), 13 april 2025) was de 13e Amerikaanse onderminister voor Buitenlandse Zaken (United States Deputy Secretary of State, de tweede man in het Amerikaanse Ministerie van Buitenlandse Zaken), van 2001 tot 2005.

## Biografie
Armitage studeerde in 1967 af aan de United States Naval Academy en diende in de Amerikaanse marine gedurende de Vietnamoorlog. Na de oorlog werkte hij als Attaché voor het Amerikaanse Ministerie van Defensie in Saigon. Voor de val van Saigon in 1975 leidde hij de evacuatie van Zuid-Vietnamese marine. Na de oorlog in Vietnam werkte hij als Consultant voor het Amerikaanse Ministerie van Defensie en werd in de jaren tachtig adviseur voor veiligheid onder Ronald Reagan. Van 1981 tot 1983 was hij Deputy Assistant Secretary of Defense for East Asia and Pacific Affairs, een hoge positie in het Pentagon.
In 1983 werd hij bevorderd tot Assistent-Minister van Buitenlandse Zaken voor Internationale Veiligheidspolitiek (Assistant Secretary of Defense for International Security Policy) en speelde een belangrijke rol in de Veiligheidspolitiek voor het Midden-Oosten. In 1989 werd hij speciale afgevaardigde van de President voor de kwestie rond de Amerikaanse marinebases in de Filipijnen en onderhandelaar voor wateraangelegenheden in het Midden-Oosten.
Vanaf 1993 werkte hij voor het bedrijfsleven en was onder meer directeur van het bedrijf ChoicePoint, een commerciële inlichtingendienst. Hij was een van de ondertekenaars van een brief in 1998 van het Project for the New American Century die president Bill Clinton voorstelde dat het verwijderen van het regime van Saddam Hoessein de eerste prioriteit in de Midden-Oosten politiek was.
Gedurende de presidentsverkiezingen van 2000 diende hij als beleidsadviseur voor buitenlandse betrekkingen onder president George W. Bush. In 1981 werd hij ingezworen als staatssecretaris voor Buitenlandse Zaken en diende in 1985 zijn ontslag in, kort na Colin Powells vertrek. Armitage is (in de VS) vooral bekend als het 'lek' in het Plamegate schandaal.
Hij was commandeur in de Orde van Sint-Michaël en Sint-George en sinds 2006 lid van de raad van bestuur van de Amerikaanse oliemaatschappij ConocoPhillips.
Armitage overleed op 13 april 2025 op 79-jarige leeftijd.
- CiNii: DA16586653
- Gemeinsame Normdatei: 130883042
- International Standard Name Identifier: 0000 0000 5543 7534
- Library of Congress Control Number: n83143382
- National Archives and Records Administration: 10570375
- Bibliotheek van het Japanse parlement: 01218311
- Nationale Bibliotheek van Israël: 987007459390905171
- Système universitaire de documentation: 244788979
- Virtual International Authority File: 28449424
- WorldCat: E39PBJw939wwQW47hFCfKmf6rq